# Idaea miltophrica
Idaea miltophrica là một loài bướm đêm trong họ Geometridae.